# Malaguti

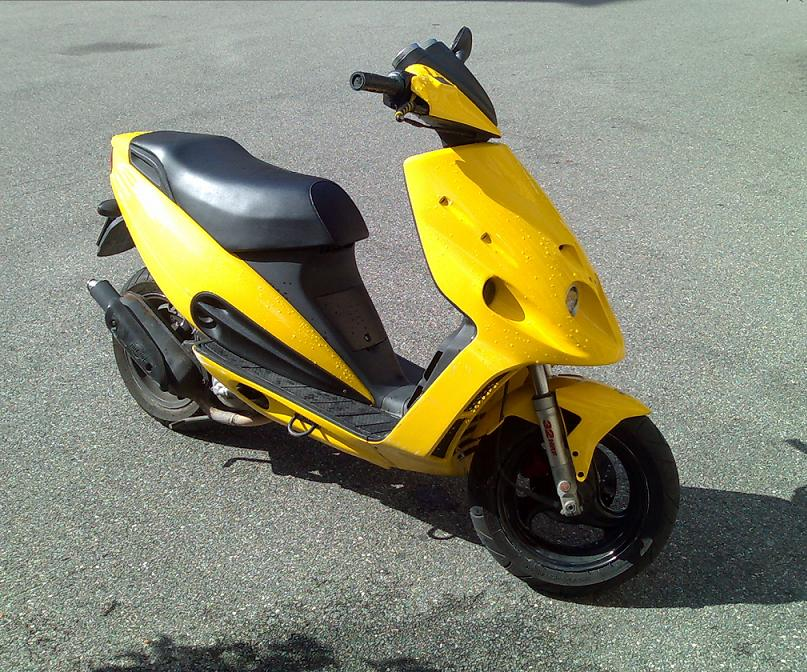
Malaguti Phantom scooter

Malaguti is een Italiaans merk van lichte motorfietsen, scooters en vouwmotorfietsen.

Het merk is in 1930 of 1932 als rijwielfabriek opgericht door de Italiaanse wielrenner Antonio (“Tonino”) Malaguti. Het bedrijf floreerde en in de jaren vijftig besloot men ook bromfietsen en lichte motorfietsen te gaan maken met motorblokjes van Sachs en Franco Morini, hoewel de eerste een verstevigde fiets met Mosquito-blokje was.
In de jaren 60 bracht Malaguti een hele reeks bromfietsen uit, waarbij alle segmenten van de bromfietsmarkt werden bestreken, van automaten tot exotische buikschuivers. Vaak had Malaguti 8 modellen tegelijkertijd in het repertoire. Ook waren Verschillende opties mogelijk. Zo was er een zogenaamde "Vulkano" motor beschikbaar voor diegenen die vonden dat het 3 cv Morini-blokje niet voldoende vermogen had.
Malaguti werd importeur van de Duitse Express-inbouwmotoren. Er werd al snel een tweede fabriek in Castel San Pietro gebouwd. In de jaren tachtig specialiseerde Malaguti zich in het persen van staalplaat en de bouw van frames, spatborden, kettingkasten, tanks en vorken om zodoende nog meer van de motorproductie in eigen huis te houden.
In januari 1999 presenteerde het merk, dat intussen veel scooters produceerde, een zeer fraai prototype van een 125- en een 250 cc scooter met Yamaha-blok. In 2001 en 2002 volgden modellen met 600 cc Yamaha-eencilindermotoren. Tegenwoordig worden blokken van Yamaha, Minarelli, Franco Morini en Kymco gebruikt.
Malaguti verkocht ook de Plico-vouwmotorfiets. Deze was door de firma Algat in San Carlo Canavese bij Turijn ontwikkeld. Hij had een Amerikaans Fox-eencilinder motortje van 22 cc die werd gestart met een trekkoord.